# 穆罕默德·拉明·乌尔德·艾哈迈德
穆罕默德·拉明·乌尔德·艾哈迈德（阿拉伯语：‎；1947年—）是撒哈拉政治人物、作家和波利萨里奥阵线的成员。
自2012年1月起，他担任阿拉伯撒哈拉民主共和国卫生部长。
艾哈迈德生于斯马拉，是波利萨利的创始成员之一，1976年成为阿拉伯撒哈拉民主共和国第一任总理，任期至1982年。1985年到1988年他再次任職总理，此后一直是波利萨里奥阵线国家秘书处的成员。据大赦国际称，出于政治原因，摩洛哥讓其11名家庭成员「強迫失蹤」。